# Federazione calcistica delle Isole Marianne Settentrionali
La Federazione calcistica delle Isole Marianne Settentrionali (in inglese Northern Mariana Islands Football Association, sigla NMIFA) è l'ente che governa il calcio nelle Isole Marianne Settentrionali.
Alla federazione sono iscritti 10 club maschili (separati in due divisioni), 6 club femminili e 19 squadre giovanili.

## Storia
La federazione fu fondata nel 2005 e inizialmente fece parte dell'Oceania Football Confederation. Nel 2008 venne accolta come membro dell'East Asian Football Federation e nel luglio 2009 l'associazione è stata ammessa come un quasi-membro da parte dell'Asian Football Confederation, non è membro della FIFA. La federazione gestisce e organizza il campionato locale (M-League) oltre all'attività della nazionale maschile, femminile e di quelle giovanili.